# Акарал (Жамбылская область)
Акарал (каз. Ақарал, до 199? г. — Краснооктябрьское) — село в Меркенском районе Жамбылской области Казахстана. Административный центр Акаралского сельского округа (согласно КНЭ, в составе Сарымолдаевского аульного округа). Находится примерно в 11 км к востоку от районного центра, села Мерке. Код КАТО — 315451100. Через село проходит автомобильная дорога Тараз — Кордай.

## Население
В 1999 году население села составляло 2186 человек (1070 мужчин и 1116 женщин). В 2003 население составляло 2 тысячи человек. По данным переписи 2009 года, в селе проживало 2206 человек (1055 мужчин и 1151 женщина).